# ミサンドリー
ミサンドリー（英: misandry）とは、男性への嫌悪あるいは憎悪。男性嫌悪（だんせいけんお）・男性憎悪（だんせいぞうお）などともいう。男性への性差別、中傷、暴力、性的対象化など様々な表現に使われる。類似概念に女性への嫌悪であるミソジニー（英: misogyny）がある。語源はギリシャ語で、“憎悪”（希: μῖσος、mísos）と“男”（希: ἀνδρός、andrós）から。“ミサンドリスト”という言葉は1871年にThe Spectator誌の中で初めて使われた。

## 詳細
アリス・エコールスは1989年の本”Daring To Be Bad: Radical Feminism in America, 1967–1975”の中で、1968年のアンディ・ウォーホルの殺人未遂（I SHOT ANDY WARHOL）で知られているヴァレリー・ソラナスは他のラディカル・フェミニストと比べても極端なレベルのミサンドリーであると述べた。
ソラナスの臆面もない男嫌い - 特に男性の生物学的な劣等性に対する信念 - は全国のラディカル・フェミニズムの女性グループに反するものだ。
ポルノ反対派のキャサリン・マッキノンは、ミスコンテストに反対する抗議行動のルーツだった。1977年、ポルノ反対派で自身もラディカル・フェミニストであるアンドレア・ドウォーキンはフェミニスト雑誌ヒアシーズ誌にて、ラディカル・フェミニストたちの生物学的決定論を批判した。彼女は一部のラディカル・フェミニストたちがバレリー・ソラナスの「男性は女性に対して生物学的に劣っており、暴力は自然によるものであり、人々を導く超人的女性の出現のために性差に基づく大量虐殺を認めることを必要とする」とする視点に同調していることを批判した。
筆者であるベル・フックス（ペンネームはグロリアジャン・ワトキンス）は初期のウーマンリブ運動の期間中の家父長弾圧の反応と男性との悪い経験を持つ女性たちの“男性嫌悪”の問題について議論した。また彼女は、“男性は本質的に非道徳で劣等であり、性差別主義者による抑圧の終わりやフェミニズムの恩恵を助けることができない”とする分離主義者のフェミニストを“反動的”として批判した。
Feminism is For Everybody（全ての人のためのフェミニズム）の中で、「私達の理論は、男性を敵として悪魔化することを批判しているが、それは反男性的な視点を持つ女性たちを変えることができなかった」とし、ウーマンリブ運動の中でフェミニストたちの反男性のバイアスの評論は主要メディアの注目を得たことがなかった事実を嘆いた。フックはこの男性の悪魔化は女性の運動と男性の運動の間に不必要な亀裂につながっていると前もって学説を立てた。
ポール・ネイサンソン と キャサリンK.ヤング は“平等主義的なフェミニズム”に反する“フェミニズム思想”は文化上にミサンドリー（男性嫌悪）を広めていると主張した。彼らの2001年の本Spreading Misandry（男性嫌悪の広がり）では、“古いアーチファクトと1990年から作られた大衆文化”を映画から分析し、何が男性嫌悪に対する説得力があるメッセージになるかを考えています。Legalizing Misandry(2005)では、北アメリカの法律に似たような注目を与えている。

## 女性嫌悪との比較
社会学者のアレン・G・ジョンソンは1997年に出版された彼の本'ジェンダー・ノット:私たちの家父長的遺産から脱皮する'(原題: The Gender Knot: Unraveling Our Patriarchal Legacy)で、男性憎悪(man-hating)に対する非難がフェミニストを引きずり出し、男性中心文化を強化するように関心を移動させる方式に活用されたと言う。 同氏の話によると、女性嫌悪と男性嫌悪を比較するのは誤ったことであり、その理由は主流文化が女性嫌悪と比較されるほどの反男性イデオロギーを提供しないからだ。 男性嫌悪に対する攻撃はフェミニズムに対する不信をあおるように作用する。その理由は"人々はしばしば「個人としての男」と、「支配的で特権的な範囲の人々としての男性」を区別できない"からだ。 
2007年に出版された本'男と男らしさに関する国際百科事典'(International Encyclopedia of Men and Masculinities)でマルク・A・ウエレは、男性嫌悪を女性嫌悪と照らし合わせ、大衆文化、文学に特定の"人種化された"男性嫌悪と"男性嫌悪的衝撃"が存在する可能性を無視することはできないと記述している。
文化人類学者デヴィッド・D・D ギルモアは、ミソジニーが「ほとんど普遍的な現象」である反面、反男性的な社会制度を持つ伝統的な文化や組織的かつ一般的な反男性的な思想が浸透している例が世界的に見られないことから、男性に対する社会的な憎悪にミソジニーと相当するものはないと論じる:10-13。 ギルモアは、アンドレア・ドウォーキンのように全ての男性を同一で絶対悪であると考える急進的な派閥が中にはいることを認めつつ、一般的にミサンドリーと称されるものは個人の男性に対する憎悪ではなく、伝統的な男性の役割やマチズモに対する憎悪を指すと理論立てた。すなわち、ミソジニーが女性の信条や行動などに関わらず、女性性に対する独立した憎悪であるのに対し、一般的にミサンドリーと称されるものは社会的な関係の中における男性の行動、態度などに対する嫌悪だとする:10-13。